# Kabinett Michael I
Das Kabinett Michael I bildete vom 4. Dezember 1931 bis zum 8. April 1932 die Landesregierung von Mecklenburg-Strelitz.
| Amt                                                              | Name                                       | Partei         |
| ---------------------------------------------------------------- | ------------------------------------------ | -------------- |
| Vorsitzender des Staatsministeriums und Leiter aller Abteilungen | Heinrich von Michael                       | DNVP           |
| Parlamentarische Staatsräte 1                                    | Otto Fröhmcke Otto Heipertz Franz Gundlach | VHG 2 DVP DStP |

Fußnoten